# 奈良県道158号大和八木停車場線
奈良県道158号大和八木停車場線（ならけんどう158ごう やまとやぎていしゃじょうせん）は、奈良県橿原市を通る一般県道である。

## 概要
橿原市内膳町1丁目から橿原市八木町1丁目に至る。
近鉄大阪線・近鉄橿原線 大和八木駅南口ロータリーから南進して国道24号に至る。なお、起点から八木町1丁目までは南行一方通行となっている。

### 路線データ
- 起点：橿原市内膳町1丁目（近鉄大阪線・近鉄橿原線 大和八木駅南口）
- 終点：橿原市八木町1丁目（橿原市役所西交差点、国道24号交点）

## 地理

### 通過する自治体
- 奈良県
  - 橿原市

### 交差する道路
| 交差する道路 | 交差する場所 | 交差する場所              |
| ------------ | ------------ | ------------------------- |
| 国道24号     | 八木町1丁目  | 橿原市役所西交差点 / 終点 |

### 沿線
- 近鉄大阪線・近鉄橿原線 大和八木駅
- 橿原市役所